# Peter Salovey
Peter Salovey (Cambridge, Massachusetts, 21 de febrero de 1958) es un psicólogo estadounidense. Destaca por sus estudios sobre la inteligencia emocional y la promoción de la salud. Salovey, especializado en psicología social, fue el 23vo Presidente de la Universidad de Yale, previamente nombrado decano de Yale Graduate School of Arts and Sciences.

## Biografía

### Primeros años
Salovey era el hijo mayor del matrimonio formado por Elaine Salovey, enfermera en el Hospital Jewish y del Medical Center en Brooklyn y, Ronald Salovey, químico, físico y profesor de Ingeniería Química y Ciencia de Materiales de la Universidad del Sur de California. Sus primeros años los pasó en el norte de Nueva Jersey, asistiendo a la escuela secundaria de Wiliamsville North High School, un suburbio de Buffalo. Más tarde, en 1975, cuando su padre fue nombrado profesor de la Universidad del Sur de California, la familia se trasladó a Nueva York, en los suburbios de Los Ángeles. Un año más tarde, se graduó en Rolling Hills High School en el Rancho Palos Verdes, California donde fue galardonado como el mejor estudiante.

### Trayectoria Académica
Salovey asistió a la Universidad de Standford en 1980, donde recibió un AB, título de licenciatura otorgado por un curso que incluye un programa en artes liberales, ciencias o ambas, que en su caso fue en Psicología y, otro título , AM, procedente de la Universidad de Standford, en Sociología, con honores departamentales y distinción universitaria. Más tarde se unió a la Universidad de Yale, donde se graduó en 1986 y se unió al Departamento de Psicología como profesor asistente, recibiendo un Ph. D. por parte de la misma universidad, en 1995, fue nombrado profesor a tiempo completo.
Actualmente tiene cargos secundarios en docencia en la Universidad de Yale, en Escuelas de Administración y Salud Pública está el Instituto de Estudios Sociales y Políticas.
También fue nombrado decano de la Facultad de Artes y Ciencias en enero de 2003, y fue nombrado decano en el 2004, rector en el 2008 y finalmente el presidente en el 2013 de la Universidad de Yale.

### Contribuciones
Las investigaciones más importantes de este autor están dirigidas en el campo de la inteligencia emocional. Gran parte de sus investigaciones son conjuntas con John D.Mayer, donde pudieron ampliar el concepto de varios trabajos en este campo.
Tenían la teoría de que no sólo las personas tienen una amplia gama de capacidades intelectuales, sino que también tienen un gran número de habilidades emocionales que afectan profundamente en su pensamiento y en las acciones que realizan
Según la versión original de estos autores, la inteligencia emocional es la habilidad para gestionar los sentimientos y las emociones, usando estos conocimientos para dirigir los propios pensamientos y acciones.

## Modelo de Inteligencia Emocional de Mayer y Salovey
Seguidamente desarrollaron modelos y pruebas de inteligencia emocional como los Test Mayer-Salovey- Caruso.
Salovey investigó en la psicología de la Salud para conocer la eficacia de los mensajes de promoción de la salud y en cómo persuadir a la gente para cambiar los comportamientos de riesgo relacionados con el cáncer, el VIH y dejar de fumar.
El Sr. Salovey autor o editor de trece libros traducidos a once idiomas y publicado más de 350 artículos y ensayos en revistas, se centraron principalmente en las emociones humanas y el comportamiento de la salud.
El Sr. Salovey ha sido miembro de Psicología Social de la Fundación Nacional de Ciencia Advisory Panel, el Instituto Nacional de Salud Mental Grupo de Trabajo Ciencias del Comportamiento, y el Consejo Asesor Nacional de Salud Mental del NIMH. Era un recipiente de una Fundación de Ciencia Nacional Presidencial Premio Joven Investigador, un socio CIS Instituto Nacional del Cáncer en el Premio de investigación, y un Abuso de Sustancias y Servicios de Salud Mental Administración premio a la excelencia. El Sr. Salovey sirvió como presidente de la Sociedad de Psicología General y Tesorero de la Sociedad Internacional para la Investigación sobre la emoción. Fue el editor fundador de la Revista de Psicología General y editor asociado de la emoción y Psychological Bulletin.
| Cuatro habilidades      | Descripción: |
| ----------------------- | --- |
| Percepción Emocional:   | Es la habilidad para percibir las propias emociones y la de los demás                                                                                             |
| Assimilación Emocional: | Habilidad para generar, usar y sentir las emociones como necesarias para comunicar sentimientos, o utilizarlos en procesos cognitivos.                            |
| Comprensión Emocional:  | Habilidad para comprender la combinación de la información emocional a través del tiempo y apreciar los significados emocionales                                  |
| Regulación Emocional:   | Es la habilidad para estar abierto a los sentimientos, modulares para los propios y los de los demás, así como promover la comprensión y el crecimiento personal. |

## Honores
Tuvo múltiples reconocimientos en las investigaciones realizadas, además de la enseñanza y orientación puntuaciones de los estudiantes graduados, el Sr. Salovey ha ganado tanto la medalla William Clyde Devane para la Beca Distinguido y la enseñanza en la universidad de Yale y el Premio Lex Hixon '63 para la Excelencia en la Enseñanza de las Ciencias Sociales. Ha recibido títulos honorarios de la Universidad de Pretoria en Sudáfrica y la Universidad Shanghái Jiao Tong. Fue elegido miembro de la Academia Americana de las Artes y las Ciencias y el Instituto de Medicina de la Academia Nacional en 2013